# Valdemars Slot

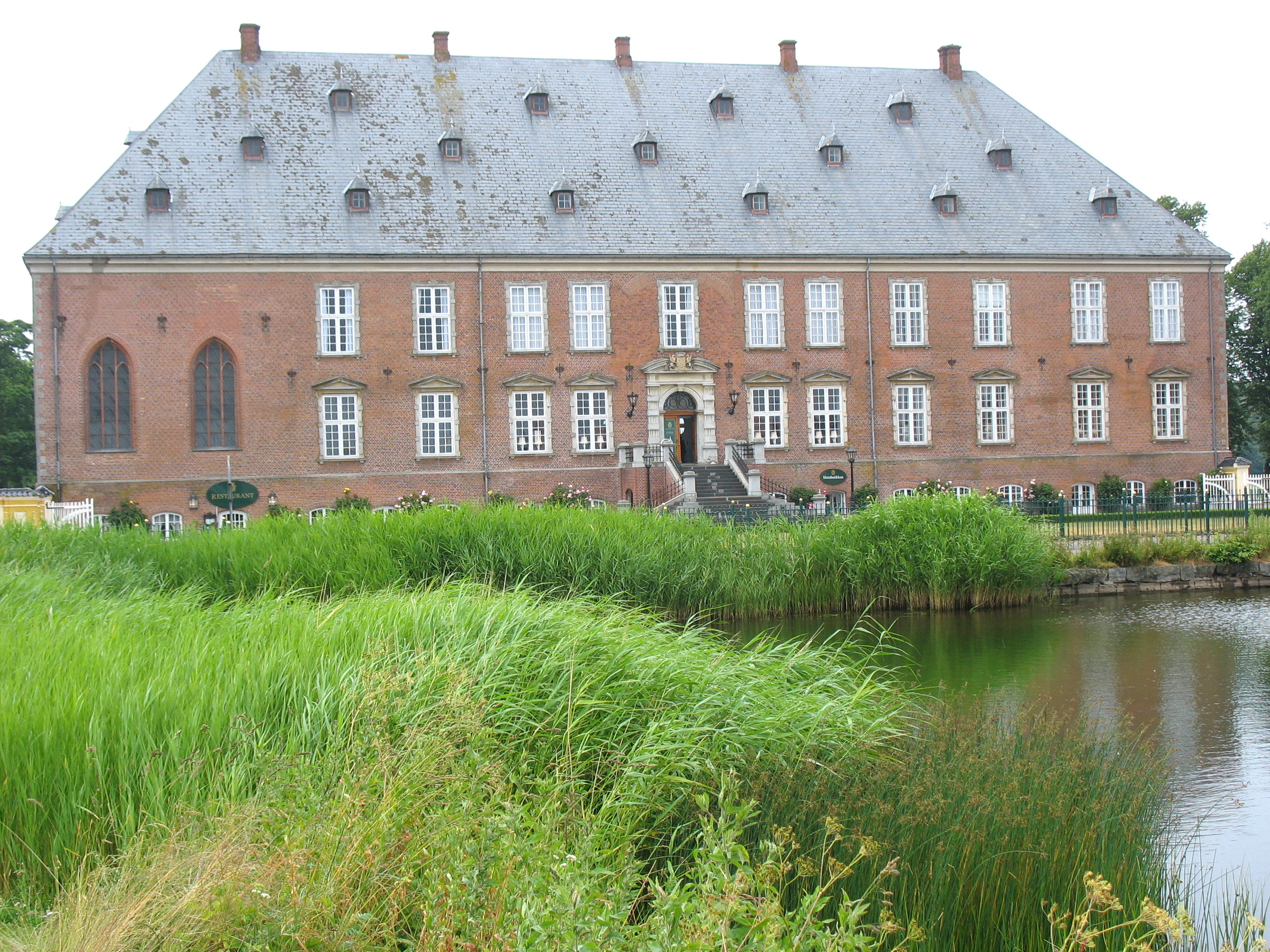
Valdemars Slot

Valdemars Slot (deutsch Valdemars Schloss) ist ein dänisches Schloss auf der Insel Tåsinge bei Svendborg.

## Geschichte
Die südwestlich gelegene mittelalterliche Burg Kærsgård ließ König Christian IV. teilweise abbrechen, als er von 1639 bis 1644 für seinen Sohn Valdemar Christian aus seiner zweiten Ehe mit Kirsten Munk das Schloss erbauen ließ. Die Reste der Burg wurden in das neue Gebäude integriert. Das Schloss wurde im klassischen Renaissance-Stil erbaut.
1677 erhielt der dänische Admiral und Seeheld Niels Juel Tåsinge und das Schloss für seinen Sieg am 1. Juli 1677 bei der Seeschlacht von Køge.
1754 ließ Niels Juel d. J. das Schloss restaurieren. Dabei wurde auch der Garten in neuem Stil gestaltet. Die in diesem Zusammenhang geschaffene Rokoko-Anlage wurde von dem deutschen Architekten Georg Tschierske entworfen, der für die Gartenanlagen des Krongutes Juelsberg, des Herrengutes Langesø sowie für den Landschaftsgarten um das Prinzenhaus in Plön verantwortlich zeichnete.
Das Schloss war bis 1923 Sitz des Stammhauses Thorseng / Taasinge. Es befindet sich bis heute im Besitz der Familie Juel. Die Güter von Valdemars Slot umfassen 783 ha einschließlich Nybygård.

## Stammhaus Thorseng/Taasinge
Das Stammhaus Thorseng, später Taasinge genannt, umfasste die Insel Tåsinge. Das Stammhaus wurde am 1. Mai 1711 nach dem Tod von Knud Juel im Jahr 1709 von seinem ältesten Sohn Niels Juel gegründet, das nach der linear-agnatisch-kognitiven Sukzession des Geschlechtes Juel vererbt werden sollte.
Das Stammhaus der Familie Taasinge wurde im Rahmen der dänischen Lehensauflösung (dänisch Lensafløsningen) 1923 aufgelöst. Darin waren die Gebäude des Schlosses, etwa 280 Tønde Land Getreidefelder aller Art, weitere Bodenflächen im Umfang von 540 Tønde Land und eine Waldfläche von etwa 1550 Tønde Land enthalten.
Die Besitzer waren:
- (1711–1766): Niels Juel
- (1766–1767): Carl Juel
- (1767–1827): Frederik Juel
- (1827–1859): Carl Lensbaron Iuel-Brockdorff
- (1859–1876): Frederik Carl Vilhelm Niels Adolph Krabbe Lensbaron Iuel-Brockdorff
- (1876–1900): Carl Frederik Sophus Vilhelm Lensbaron Iuel-Brockdorff
- (1900–1912): Frederik Carl Niels Otto August Lensbaron Juel-Brockdorff
- (1912–1923): Carl Frederik Sophus Vilhelm Lensbaron Iuel-Brockdorff

## Eigentümer von Valdemars Slot und Kærsgård
Erster urkundlich verbürgter Besitzer von Kærsgård war Hartvig Krummedige.
- (1298–1312): Peder Nielsen af Thorsland
- (1312–1320): dänischer Königshof
- (1320–1329): Peder Nielsen Stygge Galen
- (1329): Pedersdatter Galen vom Geschlecht Krummedige
- (1329–1349): Hartvig Krummedige
- (1349–1387): Henneke von Ahlefeldt / Benedikt von Ahlefeldt
- (1387–1400): Königin Margarethe I.
- (1400–1536): Bistum Odense
- (1536–1573): dänischer Königshof
- (1573–1575): Erik Ottesen Rosenkrantz
- (1575–1616): Jacob Eriksen Rosenkrantz
- (1616–1622): Pernille Gyldenstierne verh. Rosenkrantz
- (1622–1623): Erik Jacobsen Rosenkrantz
- (1623–1629): Ellen Marsvin, verh. Munk
- (1629–1630): Kirsten Munk
- (1630–1656): Valdemar Christian, Graf zu Schleswig und Holstein
- (1656–1658): Kirsten Munk
- (1658–1662): Hedevig Ulfeldt
- (1662–1663): Corfitz Ulfeldt (Reichsgraf)
- (1663–1677): Jørgen Mathiesen (Hofbaumeister)
- (1663–1677): dänischer Königshof
- (1677–1697): Niels Juel
- (1697–1709): Knud Juel
- (1709–1766): Niels Juel
- (1766–1767): Carl Juel
- (1767–1827): Frederik Juel
- (1827–1859): Carl Juel-Brockdorff
- (1859–1876): Frederik Carl Juel-Brockdorff
- (1876–1900): Carl Frederik Juel-Brockdorff
- (1900–1912): Frederik Carl Juel-Brockdorff
- (1912–1971): Carl Frederik Iuel-Brockdorff
- (1971–2003): Niels Krabbe Iuel-Brockdorff
- (2003–2011): Caroline Elizabeth Iuel-Brockdorff, verh. Fleming
- (2011–2017): Niels Krabbe Carlsen Iuel-Brockdorff

## Bilder

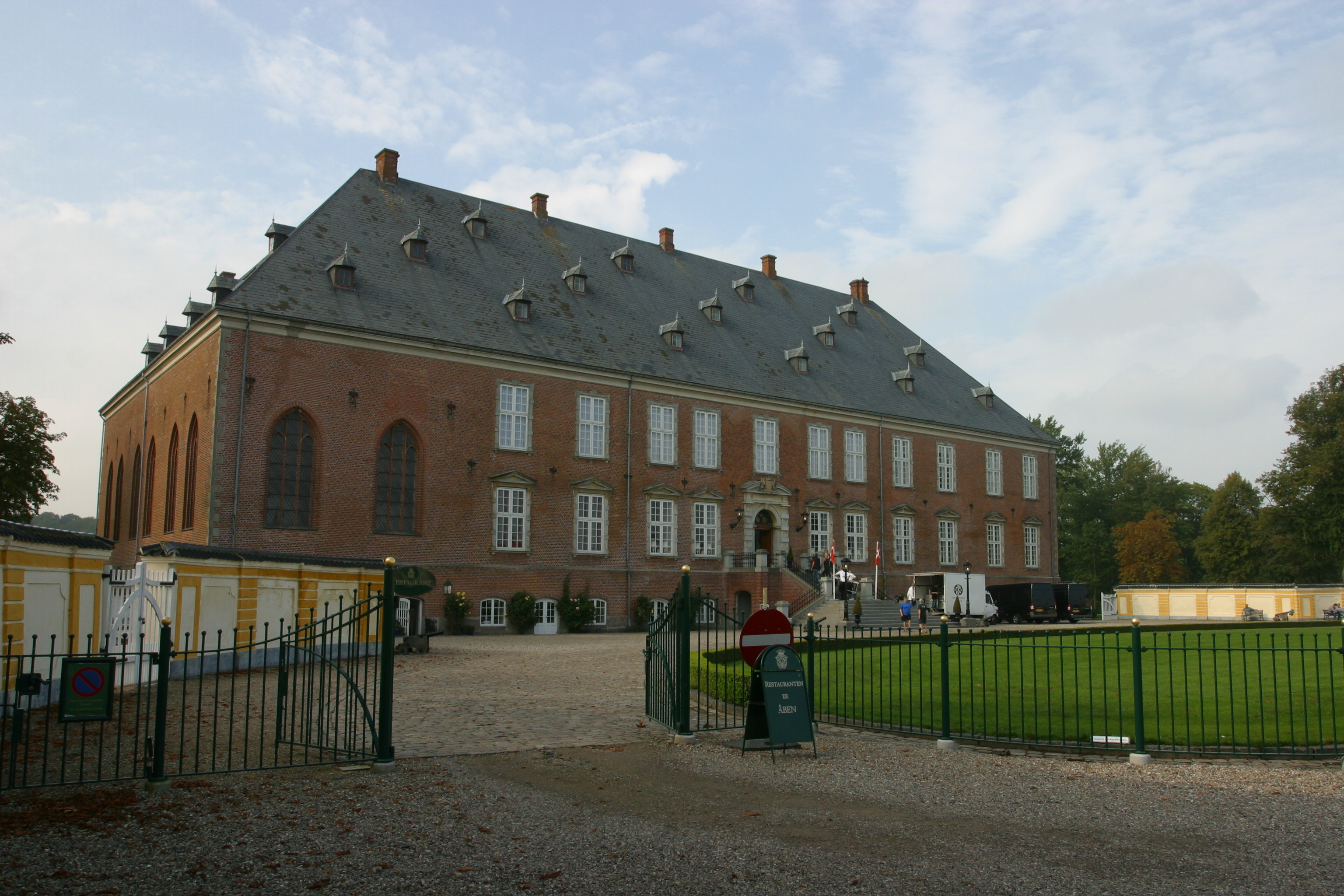
Valdemars Slot (2006)
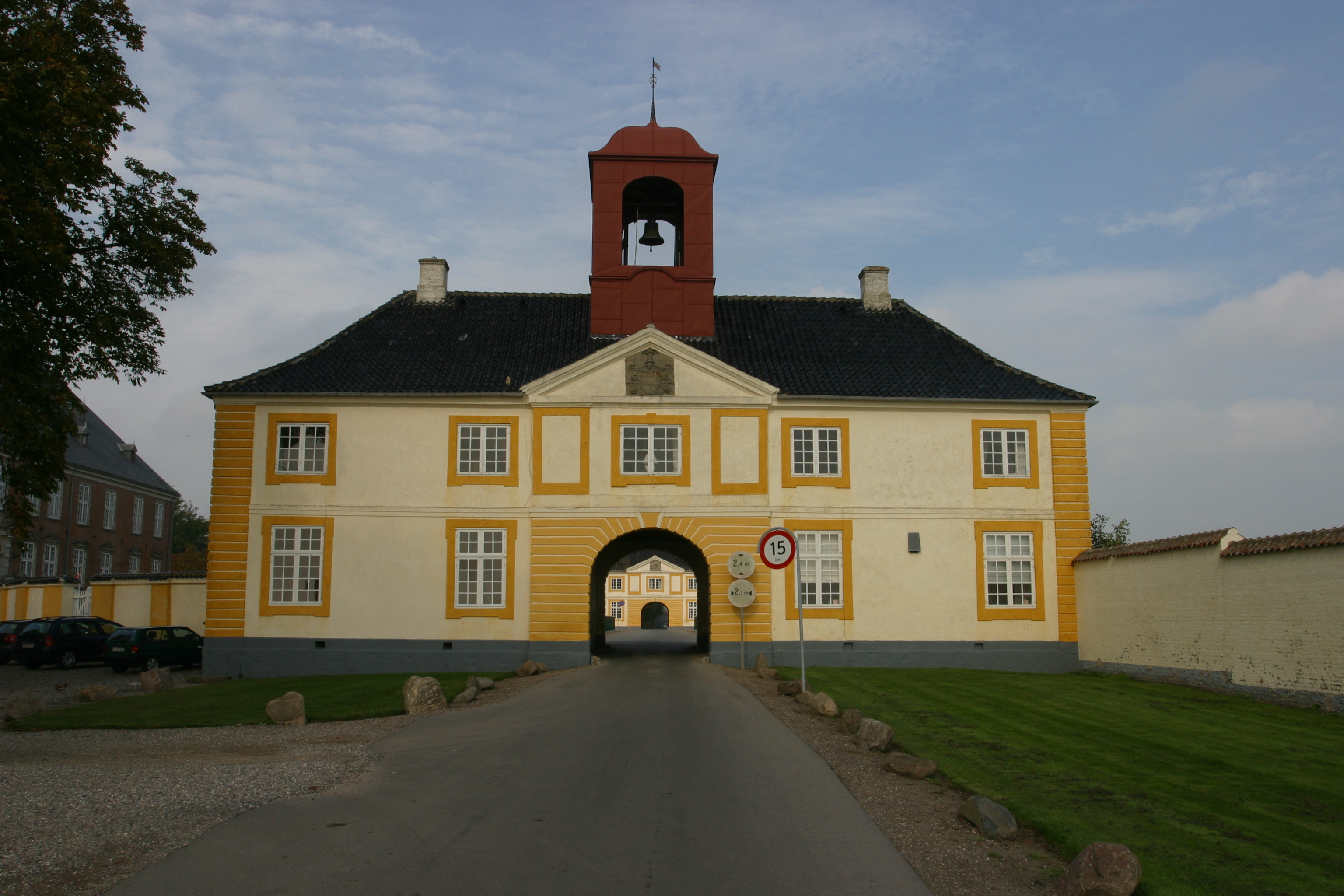
Nördliches Torhaus
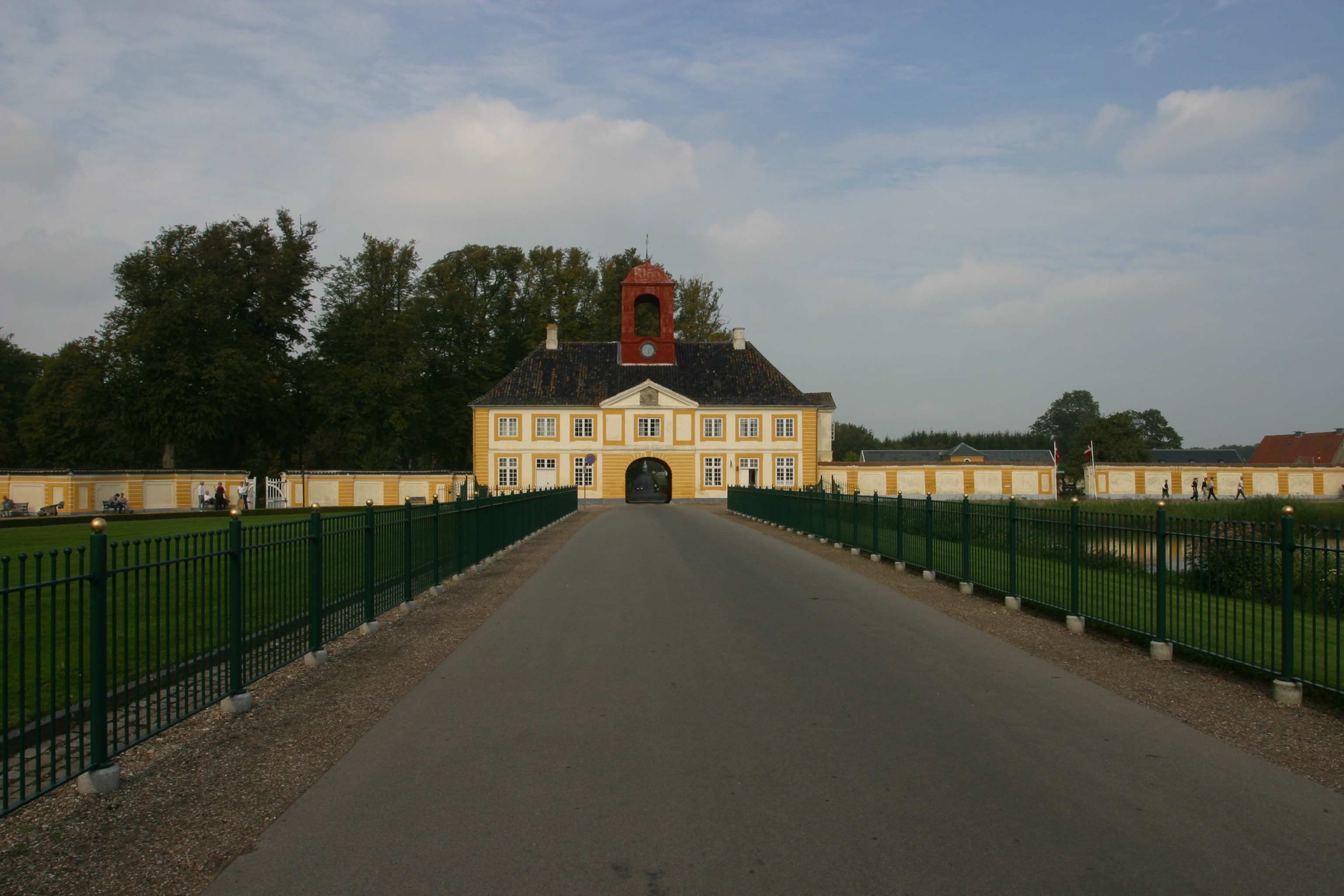
Südliches Torhaus
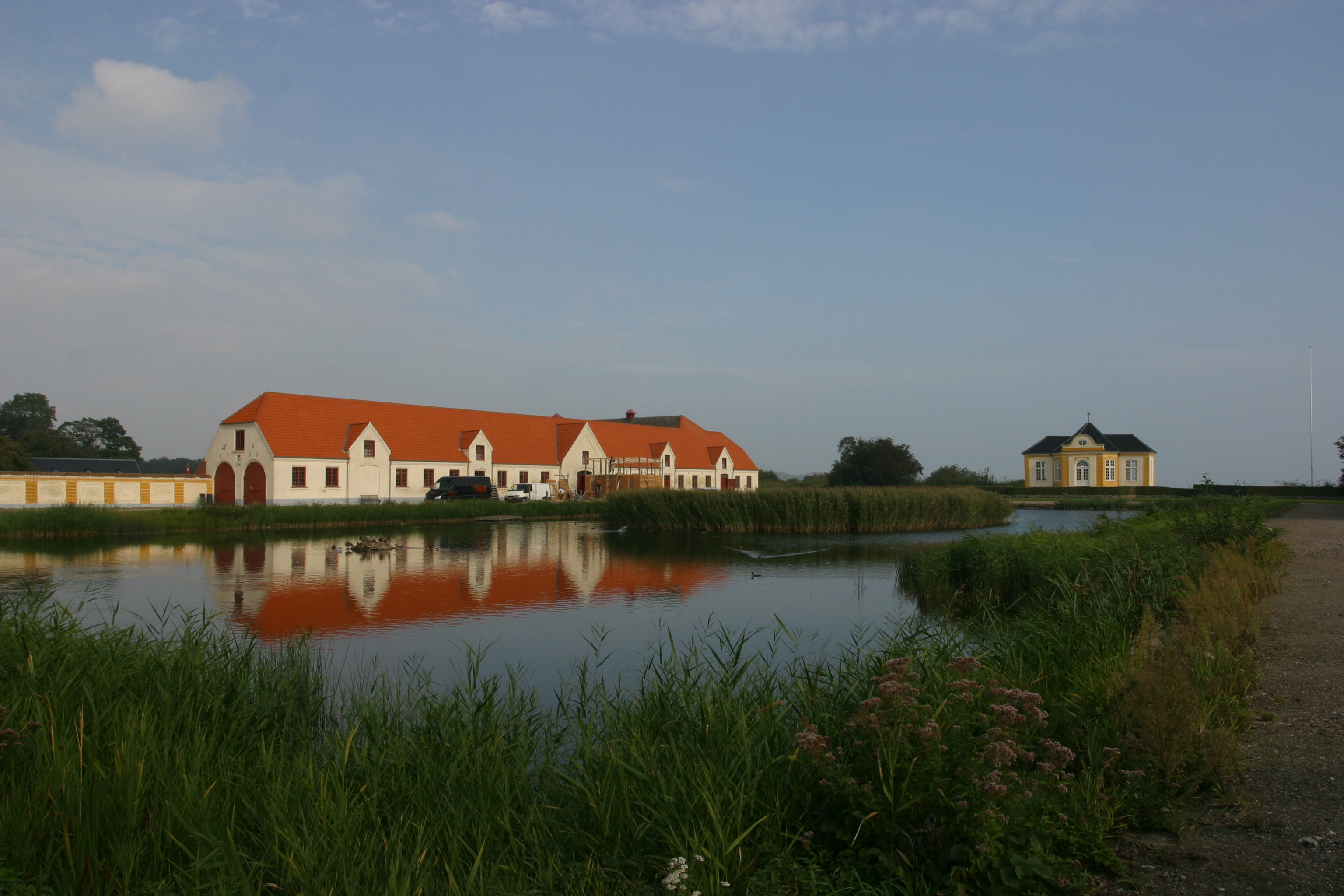
Stallungen und Teepavillon

## Panorama
|  |

|  |  |

## Nutzung
Das Schloss wird von der Eigentümerfamilie zu bestimmten Zeiten privat genutzt. Während der Ferienzeiten und im Sommer ist die Besichtigung der Prunkräume sowie des Jagd- und Trophäenmuseums im Dachgeschoss möglich. In dieser Zeit sind das Restaurant im Schloss und das Café im Teepavillon geöffnet. Weiter gibt es Konzertveranstaltungen und einen Weihnachtsmarkt. Nahezu ganzjährig besteht die Möglichkeit, Ferienwohnungen in den Torhäusern zu buchen.

## Verkehr
Vom Bahnhof Svendborg fährt ganzjährig die FynBus-Linie 250 bis Mærskgården in Troense (Stand Sommer 2017), von dort ist das Schlossgelände zu Fuß zu erreichen.
Alternativ kann das Schloss von Svendborg aus in der Sommersaison mit dem historischen Motorschiff Helge erreicht werden. Das Schiff legt direkt am Steg vor dem Schloss an.